# Mirower Adlersee
Der Mirower Adlersee liegt in der Mecklenburgischen Seenplatte im Süden von Mecklenburg-Vorpommern. Der See befindet sich zirka 7 Kilometer südlich von Mirow und gehört zu einer Seenkette, bestehend aus dem Zotzensee, dem Mössensee, dem Vilzsee, dem Mirower Adlersee, dem Zethner See und dem Schwarzer See (Schwarz). Die Größe des Sees beträgt in der Länge etwa 850 Meter und in der Breite bis zu 300 Meter. Verbindungen zu anderen Gewässern gibt es in östlicher Richtung zum Vilzsee mit Anschluss an die Müritz-Havel-Wasserstraße. In westlicher Richtung schließt der Mirower Adlersee an den Zethner See an. Von Dort gelangt man dann in nördlicher Richtung über den Schwarzer See bis zum Fehrlingsee. Der Zufluss kommt vom Zethner See und der Abfluss geht in den Vilzsee. Der Abfluss vom Mirower Adlersee in den Vilzsee ist sehr breit und dadurch kaum erkennbar.
Der See zählt zu den Binnenwasserstraßen des Bundes und befindet sich in der Zuständigkeit des Wasserstraßen- und Schifffahrtsamtes Oder-Havel.